# 浙江第一銀行

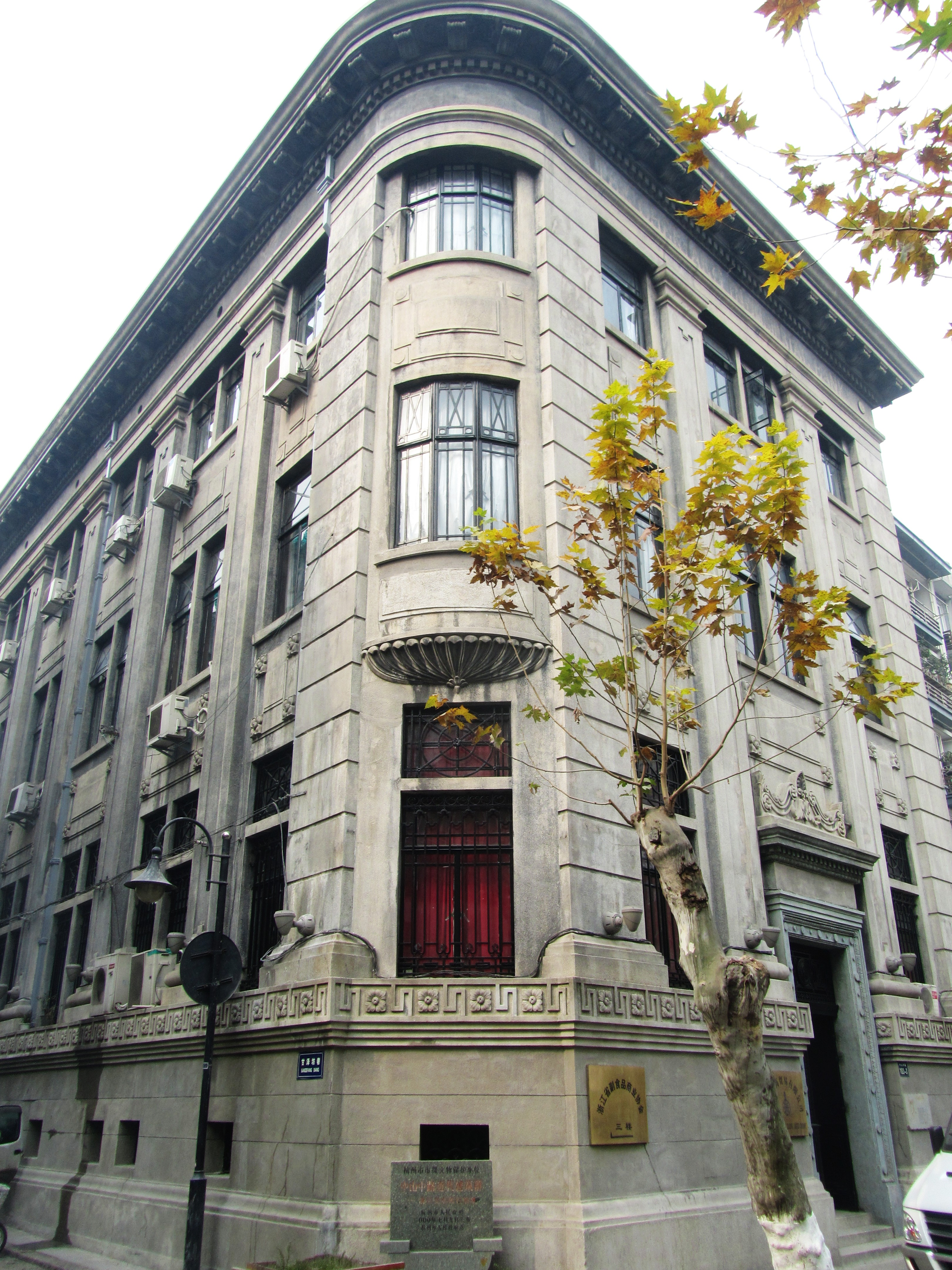
浙江实业银行杭州分行旧址，建于1926年。

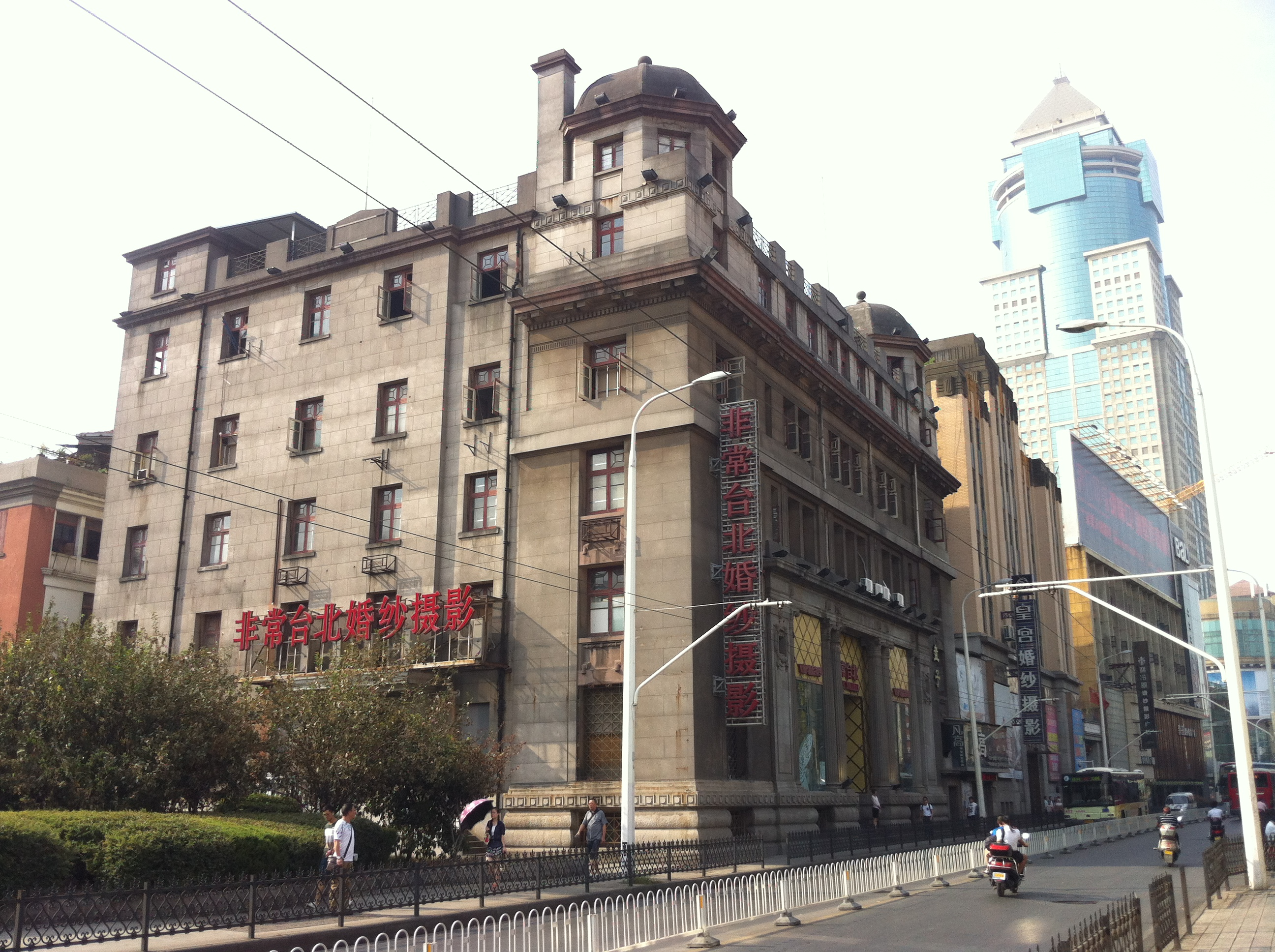
浙江实业银行汉口分行

浙江第一銀行，成立于1909年，曾用名官商合辦浙江銀行、中華民國浙江銀行、浙江地方實業銀行、浙江實業銀行，先后经历从官办到官商合办再到商办，前身浙江实业银行是中华民国时期“南三行”之一。

## 历史

### 清末
清宣统元年（1909年），浙江地方政府和商人合资设立官商合辦浙江銀行，总行设于杭州，上海设分行。

### 中华民国时期
辛亥革命后，改組為中華民國浙江銀行，拥有发行钞权。1915年改組為浙江地方實業銀行，不再发行钞票。
1923年，浙江地方實業銀行一分为二，官商分家各自营业，官股称浙江地方银行，商股称浙江实业银行，原上海分行划归商股经营。设总管理处于上海，另设分行于杭州。1923年4月23日，浙江实业银行在上海正式宣告成立。实收资本为180万元，随后又补足为200万元。第一届董事会推举胡济生为董事长，李馥荪为总经理。1927年，李馥荪继任董事长兼总经理。
浙江实业银行的业务主要面向外商，着重兜揽在沪外商企业的存、汇款。如存款大户美商上海电力公司在抗战胜利后，将存款等全部集中于该行。为了开拓与巩固和外商的业务关系，李馥荪采取请进来，如请外商头目或买办当银行董事，或加入股份；打出去，如大量购买外商债券和股票，打入外商投资集团，在外商企业中兼任董事或经理，以利于该行对外业务的开展。
浙江实业银行也发展国外汇兑业务。最初由李馥荪亲自主持，很早就与欧美各国的银行建立了通汇关系。在第一次世界大战结束后，该行以与德商交往为主，德商西门子、美最时、礼和、谦信洋行等提供外汇以作进口押汇，所获利润极为丰厚，积累了可观的外汇资金。在第二次世界大战期间，独家经营瑞士法郎，从1944年以后的一年半后，瑞士法郎汇款几乎集中于该行，每月吐纳几十万至上百万瑞士法郎，获得了意想不到的利益，积累了大量外汇，是私营金融业中拥有外汇资产较多的一家银行。其外汇资金，大部分投放在美国。
1948年10月，改組為浙江第一銀行（英語：Chekiang First Bank）。
中华人民共和国成立后，浙江第一銀行公私合营。

### 香港时期
1950年，李馥荪仿照陈光甫在香港另办上海商业银行做法，在香港另设浙江第一商业银行。但香港的浙江第一商业银行与上海的浙江第一商业银行没有关系。
1982年，香港浙江第一商业银行聯同中國銀行香港分行、東亞銀行、上海商業銀行及永隆銀行創立銀通，抗衡易通財。
1989年，被日本第一勸業銀行全資收購。2003年，被永亨銀行收購。2004年，被併入永亨銀行。